# Ruperto do Reno
Ruperto, Conde Palatino do Reno, Duque da Baviera (em alemão:  Ruprecht Pfalzgraf bei Rhein, Herzog von Bayern), comummente chamado de Príncipe Ruperto do Reno, (Praga, 17 de dezembro de 1619 – Westminster, 29 de novembro de 1682), soldado, inventor e artista amador em média-tinta, foi um filho mais jovem de Frederico V, Eleitor Palatino e Isabel da Boêmia, e sobrinho do Rei Carlos I da Inglaterra, que o nomeou Duque de Cumberland e Conde de Holderness.

## Carreira
O Príncipe Ruperto possuiu uma carreira muito variada. Era um soldado em uma idade mais nova, lutando contra a Espanha nos Países Baixos e o Sacro Império Romano-Germânico na Alemanha. Com 23 anos, ele foi designado como comandante da cavalaria real durante a Guerra Civil Inglesa. Mas, ao se render após a Batalha de Naseby, foi banido das Ilhas Britânicas. Ele permaneceu certo tempo nas forças reais no exílio, primeiro em terra depois no mar. Então, se tornou um bucaneiro no Caribe. Seguindo a Restauração inglesa, retornou à Inglaterra, se tornando um comandante naval, inventor, artista e primeiro Governador da Hudson's Bay Company. Ele faleceu na Inglaterra em 1682, aos 62 anos.